# Baraket Hmidi
Baraket Hmidi (in arabo بركات الحميدي‎?; Gabès, 1º febbraio 2003) è un calciatore tunisino, attaccante dello Sfaxien.

## Carriera

### Club
Hmidi è cresciuto nel settore giovanile dello Stade Gabèsien e nel gennaio del 2023 è stato acqusitato a titolo definitivo dallo Sfaxien. Ha debuttato il 5 febbraio nell'incontro di Championnat de Ligue Professionelle 1 pareggiato 1-1 contro l'Hammam Sousse ed ha segnato il suo primo gol il 5 novembre seguente contro il La Marsa.

### Nazionale
Il 15 maggio 2023 è stato convocato dalla Tunisia Under-20 per disputare il campionato mondiale Under-20 in sostituzione dell'infortunato Adem Garreb.

## Statistiche

### Presenze e reti nei club
Statistiche aggiornate al 28 novembre 2024
| Stagione        | Squadra         | Campionato      | Campionato | Campionato | Coppe nazionali | Coppe nazionali | Coppe nazionali | Coppe continentali | Coppe continentali | Coppe continentali | Altre coppe | Altre coppe | Altre coppe | Totale | Totale | Totale |
| Stagione        | Squadra         | Comp            | Pres       | Reti       | Comp            | Pres            | Reti            | Comp               | Pres               | Reti               | Comp        | Pres        | Reti        | Pres   | Reti   |        |
| --------------- | --------------- | --------------- | ---------- | ---------- | --------------- | --------------- | --------------- | ------------------ | ------------------ | ------------------ | ----------- | ----------- | ----------- | ------ | ------ | ------ |
| gen.-giu. 2023  | Sfaxien         | L1              | 1          | 0          | CT              | 0               | 0               | -                  | -                  | -                  | -           | -           | -           | 1      | 0      |        |
| 2023-2024       | Sfaxien         | L1              | 19         | 3          | CT              | 1               | 0               | -                  | -                  | -                  | -           | -           | -           | 20     | 3      |        |
| 2024-2025       | Sfaxien         | L1              | 6          | 0          | CT              | 0               | 0               | CCC                | 1                  | 0                  | -           | -           | -           | 7      | 0      |        |
| Totale carriera | Totale carriera | Totale carriera | 26         | 3          |                 | 1               | 0               |                    | 1                  | 0                  |             | -           | -           | 28     | 3      |        |